# Semnani
Le semnani est une langue iranienne parlée en Iran, au Nord des montagnes de l'Elbrouz, dans la ville de Semnan et dans cinq villages situés au Sud de celle-ci.

## Sources
- (de) Majidi, Mohammed-Reza, Strukturelle Beschreibung des iranischen Dialekts der Stadt Semnan, Forum Phoneticum 22, Hambourg: Helmut Buske Verlag, 1980  (ISBN 3-87118-446-2)